# 偶像大师 SP
《偶像大師 SP》是Namco於2009年2月19日發售的PSP遊戲。遊戲內容基本上和街機版相同，但亦有不同之處。遊戲有Perfect Sun（完美太陽）、Missing moon（思念之月）和Wondering Star（驚奇之星）三個版本。

## 版本簡介
各版的製作人資料（即是玩家存檔）是共通的，但所培育的偶像就只能在各別版本内使用，於「事務所」模式對戰則沒有此限制，取得的衣服和裝飾品可於三個版本共通使用，但部分衣物與裝飾品只能在特定版本取得。簡單點來說，除個人遊戲時選擇偶像上各版本有不同外，其他皆可以互動。

## 遊戲模式
故事模式（Story Produce）
較難上網的新增代替模式，身為765 Produce旗下的Producer（玩家）將面對961 Produce的挑戰，玩家要做的就是培育一名少女擊敗她們。此外，在特定日子將出現多個分歧選填左右玩家前進的路線，如不想受這些控制可使用自由模式。
自由模式（Free Produce）
基本上和故事模式相似，但沒有升級期限，没有961一切的相關劇情。為期52週，即52週後需開告別演唱會。

## 961 相關
961 Prodution 是和765 Prodution 對立的經紀公司，社長為黑井崇男，似乎十分討厭高木社長。
961敵對偶像
四条貴音（CV：原由実）
在wondering star 中新登場的角色。被稱為「銀色公主」的新人，她好像有不得不勝出的理由......
我那霸響（CV：沼倉愛美）  
在perfect sun 中登場的敵對角色。沖繩出身的高實力偶像新人，可是好像對765的Producer(即是玩家)有偏見?
星井美希（CV：長谷川明子）  
missing moon 登場，XB360版的新角色。在本作中轉到了敵對的961社，似乎對Producer(玩家)印象滿好的，跳槽原因是...另外，在一次通關後，可在事務所(連線模式)使用該版本的敵對角色，二次通關後三個敵對角色皆可使用。
961招待賽
在毎週早上的信件中，會隨機出現961的招待信，該版本的敵對角色會出場。
首兩名為之合格，但由於順位以獲得星星多、玩家名次等順位的規則決定，而敵對角色一定會完美獲得30星，所以玩家是不可能贏到敵對角色，變相是5人爭奪第二名次名獲星，一名合格。

## IU預選
PSP新增功能，以往玩家只需要有足夠支持者就可提升等級，但PSP版本就需要進行場IU預選，勝出才能升等。達到指定fans數時會出現此選項，比賽前後會有劇情和敵對角色對話，但並不會和她們比賽(三連戰除外)，主要作用是交待劇情。順帶一提，只有第一名可以出線。

## IU本選三連戰
同樣為PSP新增系統，升上等級A後才能進行，和街機版不同，只要fans數達到一百萬即可參加。三連戰第一戰首三名可出線，第二戰二名，第三戰只有一名。頭兩戰猶如上面所說，首位必為961所取，就算同分亦會得到低一名名次，第三戰才是真正分勝負。

## 外部連結
- 官方网站（日語）